# Station Cienin
Station Cienin is een spoorwegstation in de Poolse plaats Cienin Zaborny.